# Allaretella germanica
Allaretella germanica is een muggensoort uit de familie van de galmuggen (Cecidomyiidae). De wetenschappelijke naam van de soort is voor het eerst geldig gepubliceerd in 1994 door Meyer & Spungis.